# Antonio degli Uberti

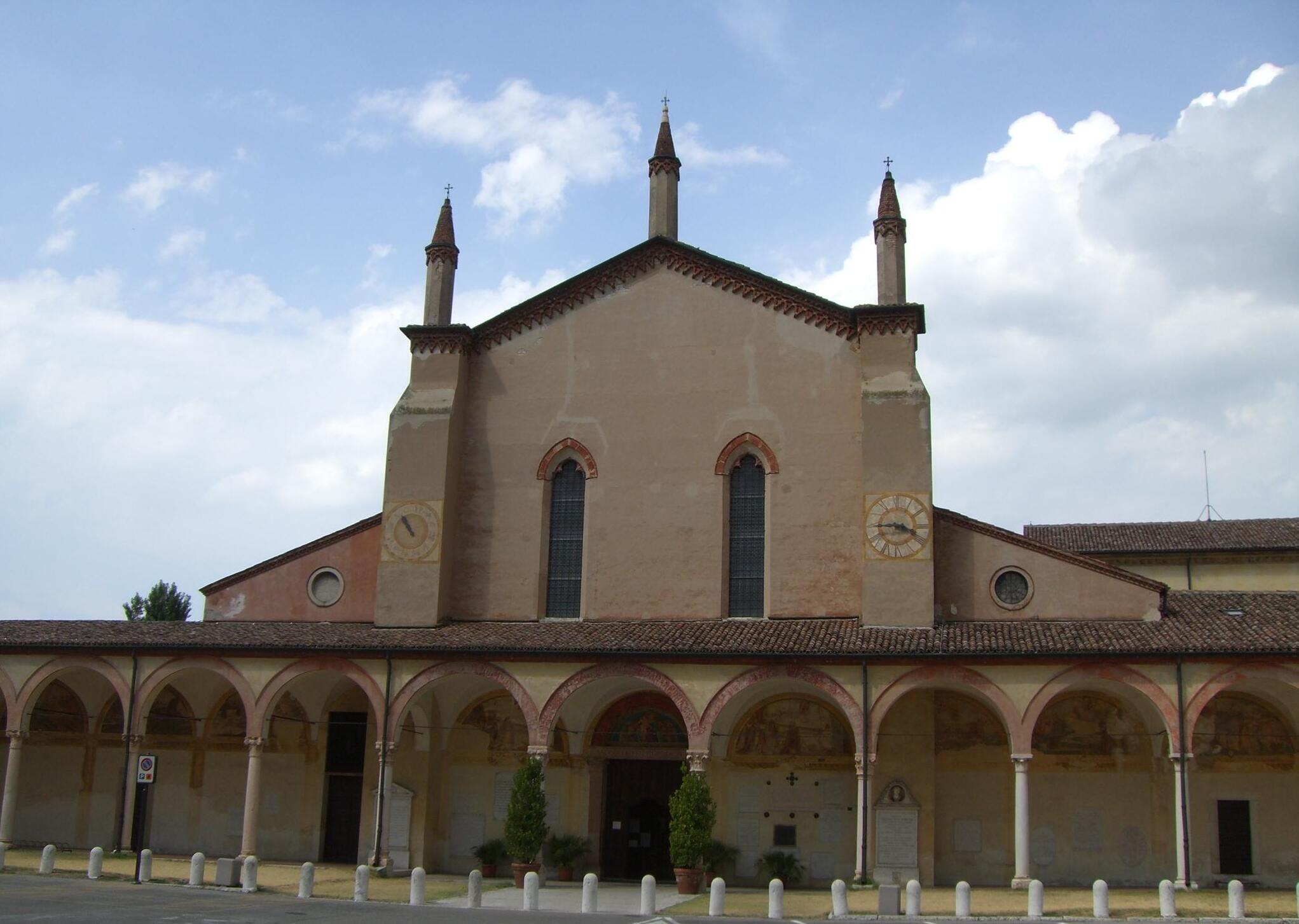
Santuario della Beata Vergine delle Grazie (Curtatone)

Antonio degli Uberti (XIV secolo – Mantova, 14 aprile 1417) è stato un vescovo cattolico italiano.

## Biografia
A seguito della deposizione del predecessore Sagramoso Gonzaga, Francesco I Gonzaga, signore di Mantova, si adoperò per fare ottenere ad Antonio degli Uberti, famiglia amica dei Gonzaga, il titolo vacante, richiedendo per esso inutilmente anche la porpora cardinalizia.
Sotto la sua reggenza venne edificato, per volere di Francesco Gonzaga, il Santuario della Beata Vergine delle Grazie, alle porte di Mantova, tempio dedicato alla Madonna che aveva fatto cessare l'epidemia di peste che aveva colpito i mantovani.
Morì nel 1417 e fu sepolto nel Duomo di Mantova.